# تپه پیرگاوگل
تپه پیرگاوگل مربوط به دوران‌های تاریخی پس از اسلام است و در شهرستان خدابنده، بخش مرکزی، روستای پیرگاوگل واقع شده و این اثر در تاریخ ۱۰ خرداد ۱۳۸۲ با شمارهٔ ثبت ۸۹۳۳ به‌عنوان یکی از آثار ملی ایران به ثبت رسیده است.